# Parafia św. Piotra Apostoła w Dallas
Parafia św. Piotra Apostoła w Dallas (ang. St. Peter The Apostle Parish) – parafia rzymskokatolicka położona w Dallas w stanie Teksas, Stany Zjednoczone.
Jest ona wieloetniczną parafią w diecezji Dallas z mszą św. w j. polskim, dla polskich imigrantów.
Powstała w 1905 roku dla społeczności afroamerykańskiej, od 1986 roku jest miejscem modlitwy katolików z polskiej grupy etnicznej w Dallas.
Parafia została poświęcona Piotrowi Apostołowi.